# III. János navarrai király
III. János (1477 – Monein, Franciaország, 1516. június 17.), baszkul: Joanes III.a Labritekoa, occitánul: Joan III de Labrit, katalánul: Joan III Albret, spanyolul: Juan III de Albret, franciául: Jean III d'Albret, Tartas algrófja, az első navarrai király az Albret-házból, 1484-től a haláláig, 1516-ig uralkodott. Házasságkötése révén került a trónra, felesége, I. Katalin (1470–1517) navarrai királynő a királyság második uralkodója volt a Foix-házból, egyben az utolsó is ebből a dinasztiából. II. Károly navarrai király szépnokája (5 generációs leszármazottja), Cesare Borgia sógora, Candale-i Anna magyar királyné mostohanagybátyja és IV. (Bourbon) Henrik francia és navarrai király dédapja.

## Uralkodása
Nagy Alainnek (1440 körül–1522), Albret urának és Châtillon-Blois Franciskának (1451–1485), Périgord grófnőjének a fia. János mind apai, mind pedig anyai ágon a breton hercegek leszármazottja volt. Anyja I. Károly breton herceg dédunokája, míg apja V. János breton herceg dédunokája volt anyai ágon. I. Anna breton hercegnővel, Franciaország királynéjával éppen ezért közeli rokonságban állt.
1477-ben született, és hétévesen 1484. június 14-én kötötték meg a házassági szerződést I. Katalin navarrai királynővel, akinél hét évvel volt fiatalabb, éppen ezért a tényleges esküvőre és házaséletre János kiskorúsága miatt csak 1491-ben került sor, amikor János elérte a fiúk számára a házasságkötéshez előírt 14 éves kort. Katalin férje királyként 1491. október 30-án tett esküt. A tényleges koronázásra még három évig kellett várni, mert a navarrai polgárháború miatt, amelyben Katalin nagybátyja, Foix János vitatta Katalin jogait a trónra, a fő- és koronázó város, Pamplona csak 1493 végén került a királyi pár hatókörébe.
Katalin és férje harmadfokú unokatestvérek voltak, hiszen mindketten I. Károlynak (?–1415), Albret urának, aki az azincourti csatában esett el, voltak az ükunokái. Katalin nagyapjának, IV. Gaston foix-i grófnak az édesanyja, Albret Johanna (1403–1435) volt III János dédapjának, II. Károlynak (1407–1471), Albret urának a nővére.
Katalin hét évvel volt idősebb a férjénél. Ez volt az oka, hogy míg Katalin 1483-ban, a trónra léptekor 13 évesen már házasulandó korban volt, hiszen az egyházi törvények szerint a lányok 12 éves koruktól köthettek házasságot, a férje 1484-ben, a házassági szerződésük megkötésekor viszont még csak hétéves volt. 1491-ig éppen ezért kellett várniuk a tényleges házasságuk megkötésével és a házasság elhálásával, amikor János betöltötte a 14. életévét, ami a fiúk számára előírt házasulandó kor volt az egyházi törvények szerint. Katalin ekkor teherbe is esett, és férje királyi eskütételekor már két hónapos terhes lehetett, éppen ezért is időzíthették ekkorra János eskütételét, hiszen a királynők férjét ebben a korban a trónörökös megfoganása okán királyi címmel vagy koronázással volt szokás „megjutalmazni”. I. Mária szicíliai királynő esetében például, aki első gyermekét várta 1398 áprilisában, már szintén két hónapos terhes lehetett, mikor a férjét, I. (Ifjú) Mártont királlyá koronázták, és a várva-várt fiú örökös, Péter herceg hét hónappal később, 1398 novemberében világra is jött. Katalin szintén hét hónappal a férje királyi eskütétele után, 1492 májusában megszülte az első gyermeküket, Annát. Ha János Katalinnal egy időben, 1469 körül született volna, ahogy egyes feltételezések szerint jött a világra, akkor 1484-ben 15 év körüli lett volna. Ebben az esetben semmi akadálya nem lehetett volna a házasság konszumálásának (elhálásának), és érthetetlen lett volna, miért vártak volna a házaspár 21-22. életévének betöltéséig, hogy első gyermekük megfoganjon, amikor abban a korban minél előbb kívánták a trónörökös megszületését, és a lányok 14., illetve 15. életévükben már sok esetben túlestek az első szülésükön.
III. János és I. Katalin uralkodása alatt sem csillapodtak a királyság belső feszültségei, ami a navarrai nemesség két részre való megoszlásából eredt.
Éppen ezért csak 10 évvel a házasságkötése után koronázták a feleségével együtt Pamplonában királlyá őket 1494. január 12-én.
János király tanúja volt Candale-i Anna és II. Ulászló magyar és cseh király közötti házassági szerződés megkötésének. Candale-i Anna János húgának, Albret Izabellának volt a mostohalánya, miután Anna apja, II. Gaston János candale-i gróf feleségül vette Izabellát, és így sógorságba került III. János navarrai királlyal. Emellett Candale-i Anna III. János feleségének, Katalin királynőnek volt az elsőfokú unokatestvére, és szintén a Foix (-Grailly) - házból származott. A navarrai király 1502. április 8-ától május 23-áig tartózkodott Blois-ban, a francia udvarban.
III. János Cesare Borgia urbinói herceggel, VI. Sándor pápa természetes fiával, Borgia Lukrécia modenai hercegné bátyjával is sógori viszonyba került, miután Cesare feleségül vette Jánosnak egy másik húgát, Saroltát, és ennek a rokoni kapcsolatnak köszönhetően nyújtott menedéket Cesare Borgiának a navarrai királyi pár, mikor az az apja, VI. Sándor pápa halála után menekülnie kellett Itáliából.
A nemességnek a spanyol kifejezéssel „beaumonteses”-nek nevezett része, amely korábban szemben állt I. Eleonóra királynővel (I. Katalin nagyanyjával), Aragónia és Kasztília felé nyitott, Aragónia királya, II. (Katolikus) Ferdinánd (1452–1516) – I. Eleonóra féltestvére – oldalára állt, aki bizalmatlanul szemlélte a Navarrában egyre növekvő francia befolyást, és tervezte is a királyság megszerzését.
A nemességnek spanyol kifejezéssel „agramonteses”-nek nevezett része, I. Eleonóra korábbi támogatói, viszont a királynő utódai, Ferenc Phoebus és I. Katalin oldalára álltak, és a francia kapcsolat fenntartását pártfogolták.
II. Ferdinánd Navarra megszerzésével kapcsolatban csak az alkalomra várt. Ez pedig 1512-ben bekövetkezett. A király parancsára az Alba herceg vezette hadsereg megszállta Dél-Navarrát, elfoglalta a királyság addigi fővárosát, Pamplonát, I. Katalin és III. János a Pireneusokon túlra menekültek, Pedro II de Navarra, amikor 1516-ban a visszafoglalást megkísérelte, a spanyolok fogságába esett, és fogolyként is halt meg. 1515-ben Navarrát Kasztília részévé nyilvánították. Ettől kezdve 1620-ig már csak Észak-Navarrában, avagy Alsó-Navarrában – más elnevezés szerint Francia-Navarrában – állt fenn a Navarrai Királyság.
I. Katalin és III. János utóda a fiuk, II. Henrik (1503–1555) király lett.
III. Jánost a Béarni Algrófságban fekvő Lescar székesegyházában, Pau mellett helyezték örök nyugalomra a sógora, I. Ferenc Phoebus navarrai király mellé. Később ide temették feleségét, I. Katalin királynőt, és fiát, II. Henriket is.

## Gyermekei
- Feleségétől, I. Katalin (1470–1517) navarrai királynőtől, 14 gyermek:
  - Anna (1492–1532), Navarra régense, nem ment férjhez, gyermekei nem születtek, jegyesei Foix Gaston (1489–1512) navarrai királyi herceg, Narbonne algrófja, valamint Foix János (?–1532), Astarac grófja, Candale-i Anna magyar királyné unokaöccse.
  - Magdolna (1494–1504) navarrai királyi hercegnő
  - Katalin (1495–1532), Caen apátnője, jegyese I. (Braunschweigi) Ernő (1497–1546) lüneburgi fejedelem
  - János (1496–1496), Viana hercege
  - Kvitéria (1499–1536), Montivilliers apátnője
  - N. (fiú) (1500–1500), Viana hercege
  - András Phoebus (1501–1503), Viana hercege
  - Henrik (1503–1555), II. Henrik néven Navarra királya, felesége Valois Margit (1492–1549), Angoulême grófnője, I. Ferenc francia király nővére és IV. Károly alençoni herceg özvegye, 4 gyermek(+1 házasságon kívüli), többek között:
    - Albret Johanna (1528–1572), III. Johanna néven navarrai királynő, 1. férje III. Vilmos (1516–1592), Jülich, Kleve és Berg hercege,[4] elváltak, gyermekeik nem születtek, 2. férje Bourbon Antal (1518–1562), Vendôme hercege, iure uxoris navarrai király, 5 gyermek, többek között:
      - (2. házasságából): Bourbon Henrik (1553–1610), III. Henrik néven navarrai király, IV. Henrik néven francia király

  - Bonaventura (1505–1510/11) navarrai királyi hercegnő
  - Márton Phoebus (1506 után–1512 után) navarrai királyi herceg
  - Ferenc (1508–1512) navarrai királyi herceg
  - Károly (1510–1528) navarrai királyi herceg, nem nősült meg
  - Izabella (Erzsébet) (1513/14–1572) navarrai királyi hercegnő, Szapolyai János menyasszonyjelöltje,[5] férje I. (Rohan) Renátusz (1516–1552), Porhoët grófja, 5 gyermek
  - N. (fiú) (megh. fiatalon) navarrai királyi herceg
- Ismeretlen nevű ágyasától, 1 fiú:
  - Péter (–1568), Comminges püspöke